# Christian Basso
Christian Basso (Buenos Aires, Argentina, 27 de septiembre de 1966) es un músico, compositor y multiinstrumentista argentino.

## Biografía
Basso nació en Buenos Aires. Su padre Héctor Basso, fue un contrabajista y tubista de jazz tradicional, fue quien le inculcó el amor por la música. Christian comenzó tocando el piano, la guitarra y el bajo, pero luego comenzó a estudiar con el ex bajista de Sui Generis, Rinaldo Rafanelli, quien fue su primer maestro.También estudio con Juan Carlos Cirigliano, Carlos Madariaga, Manolo Stalman y más tarde armonía y piano con Klaus Cabjolsky

## Trayectoria
Alcanzó renombre en la escena local a lo largo de su carrera en distintos proyectos junto a Charly García (Las Ligas), Richard Coleman, Gustavo Cerati y Fernando Samalea en Fricción, Diego Frenkel y Axel Krygier en Clap y posteriormente en La Portuaria, Daniel Melingo, Javier Malosetti, María Gabriela Epumer, entre otros y principalmente iniciando su carrera como compositor con La Portuaria, banda de la que fue ideólogo y miembro fundador junto a Diego Frenkel. Sus temas, en coautoria con Frenkel «Selva» y «El bar de la calle Rodney», se transformaron en íconos representativos de la banda, con la que se grabaron seis álbumes para EMI y se realizaron ediciones y numerosas giras internacionales.
Como solista editó los discos Profanía (2001), La pentalpha (2004) y La música cura! (2011); este último, nominado en Argentina a los premios Gardel de 2012, como mejor álbum en la categoría de World Music. Estos proyectos discográficos contaron con la participación de prestigiosos músicos como la soprano Eva Faludi (Coro Polifónico Nacional), la cantante estadounidense Kal Cahoone (Lilium), la cantante china Haien Qiu y el músico y arreglador Alejandro Terán, entre otros.
Compuso numerosos scores para cine. En 2007, trabajó junto al prestigioso director coreano Lee Chang Dong en el film Secret Sunshine/Milyang ganadora de la Palma de Oro en Cannes 2007. Para México, los filmes No eres tú, soy yo (2010) dirigida por Alejandro Springall, Nos vemos Papá (2011) dirigida por Lucía Carreras, Marcelo (2012) dirigida por Omar Yñigo y Tlatelolco, Verano de 68 (2012) dirigida por Carlos Bolado. 
En Argentina, compuso la música para La invención de la carne (2009) de Santiago Loza, Eva y Lola (2010) de Sabrina Farji, La despedida (2012) dirigida por Chavo D´Emilio y Las mujeres llegan tarde de Marcela Balza. Además, fueron incluidas canciones de su autoría en films como ¨Star Maps¨ (USA, 1997), ¨Sexo, Pudor y Lágrimas¨ (MEX, 1999), ¨Dot the i¨ (UK, 2003), y recientemente la inclusión de la canción ¨El sueño americano¨ en el film y la serie ¨Carlos¨ (FR, 2011) del prestigioso Olivier Assayas.
Junto a los músicos Axel Krygier, Alejandro Teran, Manuel Schaller y Fernando Samalea forma el grupo Sexteto Irreal con el que editan el disco Jogging a través de Los Años Luz Discos, en 2010. Realizaron numerosas presentaciones en Bs As y el resto del país.
Durante 2010, 2011 y 2012, fue consecutivamente jurado de música del certamen K-Pop Latinoamérica, en donde aspirantes latinoamericanos interpretan canciones de artistas de pop coreano.
En 2013, editó su cuarta placa discográfica titulada Espiritista, cuyo primer corte de difusión, fue la canción «Mejor bailar», que contaría con la participación de Gustavo Cerati. Este tema fue grabado unos meses antes del Accidente cerebrovascular (ACV), que sufriría Cerati en 2010 en Caracas.

## Discografía
- Profania (2000)
- La Pentalpha (2003)
- La música cura (2011)
- Espiritista (2013)

## Filmografía
- In the Country of Last Things (2020)
- Caballo de mar (2020)
- 50 Chuseok (2019)
- Maldito Seas Waterfall! (2016)
- No soy Lorena (2014)
- Fronteras (2014)
- Elle (2013)
- Tlatelolco, Verano de 68 (2013)
- Las mujeres llegan tarde (2012)
- La despedida (2012)
- Marcelo (2012)
- Nos vemos, papá (2011)
- Construcción de un mundo (2011)
- La voz (cortometraje 2010)
- No eres tú, soy yo (2010)
- Eva & Lola (2010)
- La invención de la carne (2009)
- Secret Sunshine (2007)
- Passing Berthoud (cortometraje, 1999)